# Launceston (Tasmânia)
Launceston é uma cidade australiana do estado da Tasmânia. Sua população aproximada é de 98 mil habitantes. É a segunda maior cidade, em população, da Tasmânia, e a décima-oitava de toda a Austrália. Como muitas cidades australianas seu nome vem de uma homônima cidade inglesa.

## Ligações externas

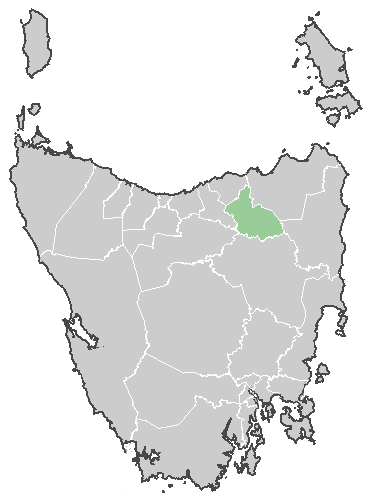
Localização de Launceston na Tasmânia.